# Liste der Kulturgüter in Oberegg
Die Liste der Kulturgüter in Oberegg enthält alle Objekte des Bezirks (entspricht der politischen Gemeinde in der übrigen Schweiz) Oberegg im Kanton Appenzell Innerrhoden, die gemäss der Haager Konvention zum Schutz von Kulturgut bei bewaffneten Konflikten, dem Bundesgesetz vom 20. Juni 2014 über den Schutz der Kulturgüter bei bewaffneten Konflikten sowie der Verordnung vom 29. Oktober 2014 über den Schutz der Kulturgüter bei bewaffneten Konflikten unter Schutz stehen.
Objekte der Kategorie A sind im Gemeindegebiet nicht ausgewiesen, Objekte der Kategorie B sind vollständig in der Liste enthalten, Objekte der Kategorie C fehlen zurzeit (Stand: 13. Oktober 2021).

## Kulturgüter
| Foto |                                                                                         | Objekt                                                       | Kat. | Typ | Standort                          | Beschreibung |
| ---- | --------------------------------------------------------------------------------------- | ------------------------------------------------------------ | ---- | --- | --------------------------------- | --- |
| BW   | Datei hochladen · Wikidata zu Bauernhaus Ebne, Fam. Sonderegger, Büriswilen (Q29650357) | Bauernhaus Ebne, Fam. Sonderegger, Büriswilen KGS-Nr.: 00364 | B    | G   | Ebnistrasse 3 763400 / 255860     | |
| BW   | Datei hochladen · Wikidata zu Sogenanntes Walserhaus, Ledi (Q29650360)                  | Sogenanntes Walserhaus, Ledi KGS-Nr.: 00365                  | B    | G   | Feggstrasse 22 759930 / 253440    | |
| BW   | Datei hochladen · Wikidata zu Bauernhaus (Heidenhaus), Fam. Breu, Nord (Q29650354)      | Bauernhaus (Heidenhaus), Fam. Breu, Nord KGS-Nr.: 00367      | B    | G   | Feggstrasse 3–5 760820 / 253920   | |
| BW   | Datei hochladen · Wikidata zu Bauernhaus (Heidenhaus), Fam. Lambacher, Nord (Q29650356) | Bauernhaus (Heidenhaus), Fam. Lambacher, Nord KGS-Nr.: 00368 | B    | G   | Feggstrasse 8 760460 / 253790     | |
| ja   | Datei hochladen · Wikidata zu Dreikantonestein (Q115021591)                             | Dreikantonestein KGS-Nr.: 16462                              | B    | K   | bei Ruppenstrasse 756545 / 251438 | Ein ca. 3 m hoher Stein-Obelisk auf einem Sockel in der Nähe des Dreikantonsecks Appenzell Ausserrhoden, Appenzell Innerrhoden und St. Gallen. Inschrift: unten Jahreszahl mit römischen Ziffern 'MDCCCXLIII', darüber die beiden Kantonswappen AI und AR kombiniert (links) SG (rechts) in Relief-Form, auf der Rückseite (Ost) im unteren Teil 'Gz Kp +', im oberen Teil in einem Schweizer Wappen '1939' |
| BW   | Datei hochladen                                                                         | Lochmühle KGS-Nr.: 16468                                     | B    | G   | Säge 6 759900 / 254120            | |
| ja   | Datei hochladen                                                                         | Kloster St. Ottilia KGS-Nr.: 16469                           | B    | G   | Grimmenstein 2 763960 / 257000    | |
| BW   | Datei hochladen                                                                         | Hochaltstätten KGS-Nr.: 16470                                | B    | F   | Buschel Oberegg 758865 / 252041   | mittelalterliche Burgruine |